# Brandleitetunnel
Il Brandleitetunnel è una galleria ferroviaria tedesca, posta sulla linea Neudietendorf-Ritschenhausen fra le stazioni di Gehlberg e di Oberhof.